# Ananda Marga
Ánanda Márga je međunarodna organizacija koju je 1955. godine u Indiji osnovao duhovni učitelj Shrii Shrii Ánandamúrti. Riječ ánanda znači "blaženstvo", a márga znači "put", stoga Ánanda Márga u prijevodu sa sanskrta znači "put blaženstva". Cilj joj je samospoznaja pojedinca putem joge i meditacije, te duhovno i društveno služenje svijetu. Meditaciju pojedinačno podučava za to osposobljeni duhovni učitelj koji se zove ácárya ("onaj koji podučava vlastitim primjerom") ili duhovna učiteljica koja se zove ácáryá ("ona koja podučava vlastitim primjerom"). Poduka je besplatna poput zraka koji udišemo.
Ánanda Márga se zalaže za novi, napredniji društveni poredak koji potiče osobni rast i temelji se na duhu zajedništva i suradnje, na idealima neohumanizma i univerzalizma. Unutar organizacije postoji široka mreža predanih volontera koji su diljem svijeta aktivni u pružanju opće humanitarne pomoći, kao i na polju duhovnosti, obrazovanja, umjetnosti i znanosti. Organizacija se također zalaže za izgradnju ekološki svjesnog društva i socijalne i ekonomske neovisnosti pojedinaca i grupa.
Shrii Shrii Ánandamúrti ili građanskim imenom Prabhát Raiņjan Sarkar (1921. – 1990.), osnivač Ánanda Márge, od ranog je djetinjstva privlačio ljude svojom nesebičnom ljubavlju prema čovječanstvu, vodeći svoje sljedbenike putem samorazvoja. Prilagodivši izvorno znanje tantričke joge sadašnjem vremenu, razvio je filozofiju na znanstvenim i racionalnim osnovama, te sustav praktičnih vježbi za tjelesni, umni i duhovni razvoj.
U svojim govorima i tekstovima Shrii Shrii Ánandamúrti bavio se mnogim vidovima ljudskog djelovanja i postojanja, uključujući meditaciju i duhovni razvoj, filozofiju, psihologiju, socijalnu pravdu, moguća rješenja civilizacijskih problema, filologiju, fiziologiju, ajurvedu, ekologiju, kozmologiju, umjetnost, povijest i ekonomiju, da nabrojimo tek nekad od njih, a pisao je čak i priče za djecu. U razdoblju između 1955. – 1990. godine objavljena mu je ukupno 261 knjiga. Mnoge knjige dao je kao diktate, dok su ostale sastavljene iz njegovih mnogobrojnih govora. Kada se je bavio duhovnim temama pisao je pod imenom Shrii Shrii Ánandamúrti, a kada se je bavio svjetovnim temama pisao je pod imenom Prabhát Raiņjan Sarkar.
Također je skladao 5018 pjesama koje predstavljaju novi smjer u glazbenoj umjetnosti nazvan Prabháta Saḿgiita (Pjesme svitanja). Sa svojih 5018 pjesma zbirka Prabháta Saḿgiita ispunjava duboke težnje ljudske duše. Čežnja za Najvišim najveće je blago u životu, a ove pjesme pomažu nam njegovati tu predaničku odliku našega uma.

## Vanjske poveznice
- http://www.anandamarga.hr  Arhivirana inačica izvorne stranice od 7. prosinca 2021. (Wayback Machine)
- http://www.anandamarga.org